# Leave (Get Out)
"Leave (Get Out)" é uma canção da cantora norte-americana JoJo do seu  auto-intitulado álbum de estreia. Foi lançada como primeiro single do álbum em 15 de janiero de 2004 Produzido pelo dupla de produção dinamarquesa Soulshock & Karlin, tornou-se um sucesso internacional, chegando a 12ª posição na Billboard Hot 100, e número dois no Reino Unido, Austrália, Nova Zelândia, e no European Hot 100. Ele também se tornou um hit top cinco na Bélgica, Irlanda, Holanda e Suíça. O single foi certificado ouro pela Recording Industry Association of America (RIAA) em 25 de outubro de 2004. Quando o single alcançou o número um na parada da Billboard Pop Songs, JoJo se tornou, aos 13 anos, o artista solo mais jovem a ter um single número um nos Estados Unidos.

## Antecedentes e Composição
"Leave (Get Out)" é uma canção pop e R&B que tem uma duração de quatro minutos e dois segundos, e foi escrito por Soulshock, Kenneth Karlin, e Alex Cantrell, enquanto a produção e arranjo foi dirigido por Soulshock & Karlin. A canção foi gravada em Soulpower Studios e Westlake Studios, em Los Angeles, Califórnia. "Leave (Get Out)" foi lançado como single de estreia de JoJo em 15 de janiero de 2004, pela gravadora Blackground Records, via download digital e CD single. O single lançado nos Estados Unidos incluiu a canção e uma B-side, "Not That kinda Girl", que se tornou single mais tarde. Em 21 de junho de 2004, a canção foi lançada para os mercados europeus. A canção foi lançada no Reino Unido e na Irlanda em 30 de agosto de 2004.

## Recepção da Crítica
Johnny Loftus do Allmusic observou que "Leave (Get Out)" é uma das melhores faixas do álbum, escrevendo que ela "não tem um poder de permanência, mas a sua guitarra mostra um toque agradável , e as batidas do refrão com a quantidade certa de impetuosidade." Emma Morgan da Yahoo! Music UK chamou-lhe de sua canção assinatura, dizendo que ela seria "suficientemente forte" para basear uma carreira musical, mas comentou que ela não tem identidade além desta.

## Vídeoclipe
O clipe foi filmado em agosto 2003 e dirigido por Erik White, e se passa em uma escola na Califórnia. JoJo é vista com seus amigos e dança com cheerleaders. Ele foi destaque em MTV, BET, VH1, Disney Channel, Nickelodeon, e TeenNick (onde este filme estreou, em 16 de abril de 2004). O clipe também apareceu no Total Request Live da MTV, onde passou 50 dias nas paradas, incluindo dois dias no número 1. O videoclipe foi indicado ao MTV Video Music Awards na categoria Artist Breakthrough em 2004, o que fez de JoJo o artista mais jovem a ser indicado a um prêmio.

## Faixas e Formatos
- "Leave (Get Out)/Not That Kinda Girl" double A-side

1. "Leave (Get Out)" (versão do álbum)
2. "Leave (Get Out)" (hip hop club mix)
3. "Leave (Get Out)" (dance mix)
4. "Leave (Get Out)" (main instrumental)
5. "Not That Kinda Girl"

- UK CD 1

1. "Leave (Get Out)" (versão do álbum)
2. "Leave (Get Out)" (dance mix)

- UK enhanced CD 2

1. "Leave (Get Out)" (edição para rádio)
2. "Leave (Get Out)" (hip hop club mix)
3. "Not That Kinda Girl"
4. "Leave (Get Out)" (vídeo)

- German CD maxi single

1. "Leave (Get Out)" (edição para rádio)
2. "Leave (Get Out)" (hip hop club mix)
3. "Leave (Get Out)" (dance mix)
4. "Leave (Get Out)" (instrumental)

## Desempenho
"Leave (Get Out)" foi bem sucedido nos territórios norte-americanos. Nos Estados Unidos, a canção entrou na Billboard Hot 100, no número #99 em 10 de abril de 2004. O single foi subindo na parada, atingindo a 12ª posição em 31 de julho de 2004, 16 semanas após sua estréia, e vendeu mais de 500.000 cópias, ganhando uma certificação de ouro pela Recording Industry Association of America (RIAA). Além da Hot 100, "Leave (Get Out)" conseguiu o 1º lugar no topo do Billboard Pop Songs durante cinco semanas consecutivas, e também a 33ª posição na Billboard Adult Pop Songs.
Também se tornou um sucesso internacional, chegando ao top cinco em vários territórios europeus e da Oceania. A canção atingiu a 2ª poisção na Austrália, Nova Zelândia e Reino Unido. Na Austrália, a canção permaneceu na parada durante 15 semanas, vendeu 75 mil cópias e ganhou uma certificação de platina pela Australian Recording Industry Association (ARIA). Na Nova Zelândia, a canção estrou na 36ª posição, e ganhou impulso em sua segunda semana, subindo para o número cinco, ganhando o título de "Maior subida" da semana. O single vendeu 7.500 cópias no país, ganhando uma certificação de ouro pela Recording Industry Association of New Zealand (RIANZ).
No Reino Unido, "Leave (Get Out)" chegou na 2ª posição em 11 de setembro de 2004, ficou entre os dez primeiros por mais quatro semanas, também estreou na parada de singles da Irlanda em 2 de setembro de 2004. onde permaneceu por três semanas.
| Parada (2004/2005)                             | Melhor posição |
| ---------------------------------------------- | -------------- |
| Austrália (ARIA)                               | 2              |
| Áustria (Ö3 Austria Top 75)                    | 16             |
| Bélgica (Ultratop 50 de Flandres)              | 4              |
| Bélgica (Ultratop 50 da Valônia)               | 18             |
| Dinamarca (Hitlisten)                          | 11             |
| European Hot 100                               | 2              |
| França (SNEP)                                  | 12             |
| O campo songid é OBRIGATÓRIO PARA PARADA ALEMÃ | 9              |
| Irlanda (IRMA)                                 | 3              |
| Itália (FIMI)                                  | 9              |
| Países Baixos (Dutch Top 40)                   | 4              |
| Nova Zelândia (Recorded Music NZ)              | 2              |
| Suécia (Sverigetopplistan)                     | 30             |
| Suíça (Schweizer Hitparade)                    | 5              |
| Reino Unido (UK Singles Chart)                 | 2              |
| Estados Unidos (Billboard Hot 100)             | 12             |
| Estados Unidos (Billboard Mainstream Top 40)   | 1              |

| País           | Certificado | Vendas  |
| -------------- | ----------- | ------- |
| Austrália      | Platina     | 70,000  |
| Nova Zelândia  | Ouro        | 5,000   |
| Reino Unido    | Prata       | 210,000 |
| Estados Unidos | Ouro        | 500,000 |

## Histórico de Lançamento
| País           | Data                    | Gravadora                                    | Formato                   |
| -------------- | ----------------------- | -------------------------------------------- | ------------------------- |
| Estados Unidos | 24 de fevereiro de 2004 | Da Family Entertainment, Blackground Records | CD single                 |
| União Europeia | 15 de janiero de 2004   | Edel Music                                   | CD single, CD maxi single |
| Austrália      | 23 de agosto de 2004    | Universal Music                              | CD 1                      |
| Austrália      | 4 de outubro de 2004    | Universal Music                              | CD 2                      |
| Reino Unido    | 30 de agosto de 2004    | Mercury Records                              | CD single                 |